# Ковентри, Джордж Уильям, 11-й граф Ковентри
Джордж Уильям Ковентри, 11-й граф Ковентри (англ. George William Coventry, 11th Earl of Coventry; 25 января 1934 — 14 июня 2002) — британский наследственный пэр и консервативный политик.

## Биография
Родился 25 января 1934 года в Лондоне. Единственный сын Джорджа Ковентри, 10-го графа Ковентри (1900—1940), и достопочтенной Несты Донн Филипс (1903—1997), дочери Оуэна Косби Филиппса, 1-го барона Килсанта.
Он унаследовал титул графа Ковентри в возрасте шести лет, когда его отец погиб в бою во время битвы при Витшаете 27 мая 1940 года.
Он учился в школе Ладгроув в Беркшире, школе Стоу в Бакингемшире и Итонском колледже. Он учился в Королевской военной академии в Сандхерсте и был зачислен в Гренедерскую гвардию в 1954 году. 21 марта 1956 года он занял свое место в Палате лордов Великобритании. Он работал биржевым маклером, модельером, торговцем и директором нефтяной компании. Он поддерживал Джона Мейджора после вступления в Консервативную партию в 1990-х годах. Он потерял свое место в Палате лордов по Закону о Палате лордов 1999 года и не боролся за одно из оставшихся мест.

## Семья
Лорд Ковентри был женат четыре раза. 22 марта 1955 года он женился первым браком на Мэри Фаркухар Медхарт (? — 1998), дочери Уильяма Шермана Медхарта. Пара развелась в 1963 году. Дети от первого брака:
- Эдвард Джордж Уильям Оскар Ковентри, виконт Дирхерст (24 сентября 1957 — 4 октября 1997)

5 декабря 1969 года он женился вторым браком на Энн Криппс, дочери Фредерика Уильяма Джеймса Криппса. Супруги развелись в 1975 году. 29 ноября 1980 года лорд Ковентри в третий раз женился на Валери Энн Бирч, с которой развелся в 1988 году. 4 июля 1992 года он в четвертый раз женился на Рэйчел Уинн Мейсон, дочери Джека Мейсона.
Лорд Ковентри скончался в июне 2002 года в возрасте 68 лет. Титул унаследовал его 89-летний кузен Фрэнсис Ковентри, 12-й граф Ковентри (1912—2004), поскольку его сын от первого брака Эдвард Ковентри, виконт Дирхерст, ранее умер в 1997 году.